# Міст Людендорфа
Міст Людендорфа (нім. Ludendorffbrücke, Brücke von Remagen) — залізничний міст через Рейн в Ремагені. Міст став знаменитий тим, що до кінця Другої світової війни залишився відносно неушкодженим і тому був корисний для союзників. Використання моста для переправи військ дозволило їм створити плацдарм на північному березі Рейну і значно прискорило темпи наступу американської армії.
Міст був побудований під час Першої світової війни за проектом Карла Вінера, архітектора з Мангейма. Довжина моста становила 325 м, а висота над середнім рівнем води — 14,8 м. Найвища точка була 29,25 м. Міст мав дві смуги руху і пішохідну доріжку.
Останній незруйнованим міст через Рейн був захоплений 7 березня 1945 року солдатами 9-ї американської бронетанкової дивізії. Кілька спроб німців знищити міст були безуспішними. Однак 17 березня міст несподівано обрушився. У збережених баштах моста нині розташовується музей.
Про бої за міст в березні 1945 року знято художній фільм «Ремагенський міст» (США, 1969).